# Nusa
Nusa (ヌサ; także cipa, チパ) – rząd poutykanych obok siebie inau, spełniający w tradycyjnych wierzeniach ajnuskich funkcje ołtarza. 
Stawiany na wolnym powietrzu podczas rozmaitych świąt i uroczystości (np. święto łososia, iyomante), występuje również w poszczególnych domostwach. Odprawia się przed nim modlitwy, spryskuje się go także, przy użyciu ikupasuj, sake. Poszczególne typy nusa różnią się między sobą wielkością, a także rodzajem tworzących go elementów.
Płot utworzony przez kilka lub więcej tego typu rządków nazywany jest nusasan.